# Mońki
Mońki là một thị trấn thuộc huyện Moniecki, tỉnh Podlaskie ở đông-bắc Ba Lan. Thị trấn có diện tích 8 km². Đến ngày 1 tháng 1 năm 2011, dân số của thị trấn là 10352 người và mật độ 1351 người/km².